# Michał Słowikowski
Michał Słowikowski (ur. 29 września 1898 w Tarkowie, zm. 1991) – polski ksiądz katolicki, infułat, kanonik lubelski, dyrektor gimnazjum biskupiego (tzw. Biskupiaka) w Lublinie w latach 1935–1939 oraz 1944–1962 (do likwidacji).

## Życiorys
Jego ojciec był organistą w Tarkowie. W młodości jako ochotnik uczestniczył w wojnie z bolszewikami w 1920 r. Studiował również polonistykę na Uniwersytecie Warszawskim. W 1924 przyjął święcenia kapłańskie z rąk biskupa Mariana Leona Fulmana. Później został nauczycielem gimnazjum biskupiego w Lublinie. Po rezygnacji dyrektora bł. ks. Kazimierza Gostyńskiego w 1935 objął jego posadę. 
W 1939 szkoła została zamknięta przez niemieckich okupantów i zamieniona na koszary i szpital wojskowy. Pomoce dydaktyczne, zbiory biblioteczne i prywatne zbiory dyrektora zabrano i spalono. Ks. Słowikowski wraz z częścią kadry został więźniem gestapo na Zamku Lubelskim. 15 marca 1940 roku został zwolniony z więzienia, a w kwietniu tego roku objął parafię pod wezwaniem św. Piotra i Pawła w Kamionce. Proboszczem pozostał do 1945. Podczas pobytu w Kamionce poznał późniejszego kardynała i prymasa Polski Stefana Wyszyńskiego, ukrywającego się w sąsiedniej Kozłówce. W czasie wojny organizował tajne szkolnictwo w Kamionce i powiecie lubartowskim, był też kapelanem AK. W 1944 roku odtworzył gimnazjum w nowym budynku przy ul. Ogrodowej 12 i ponownie został jego dyrektorem. Rok później szkoła powróciła do dawnego gmachu (początkowo tylko 5 pomieszczeń). Po interwencji biskupa lubelskiego Stefana Wyszyńskiego szkoła otrzymała połowę ostatniego piętra i strych. W czerwcu 1962 r. władze komunistyczne próbowały zamknąć szkołę, ale spotkało się to z protestami rodziców i strony kościelnej. 24 lipca 1962 milicja siłą zajęła zamknięty na czas wakacji budynek i wymieniła zamki w drzwiach. Tym samym szkoła przestała istnieć na ponad 30 lat, a odtworzono ją już po śmierci Michała Słowikowskiego.
Po wojnie został rektorem kościoła Matki Bożej Zwycięskiej w Lublinie. W latach 1947–1991 pracował jednocześnie jako proboszcz w parafii św. Mikołaja w Lublinie, gdzie znajduje się poświęcona mu tablica pamiątkowa. Zachował się jego pisany przez wiele lat pamiętnik. Za zasługi został uhonorowany godnością prałata Kapituły Lubelskiej, prałata domowego Jana XXIII, protonotariusza apostolskiego; złotym Krzyżem Zasługi z Mieczami, Medalem Komisji Edukacji Narodowej, Krzyżem za udział w wojnie 1918–1920.
Na jego cześć w 2004 roku ul. Krzywą w Lublinie, prowadzącą do Biskupiaka, przemianowano na ul. ks. M. Słowikowskiego.